# Centrale hydroélectrique de Taum Sauk
La centrale hydroélectrique de Taum Sauk est une centrale de pompage-turbinage située aux États-Unis, dans l'état du Missouri. 
Construite entre 1960 et 1963, elle était alors l'installation de pompage-turbinage la plus importante au monde. Elle présente une capacité de stockage d'énergie de 3,6 GWh, pour une puissance installée de 450 MW.  
Elle doit une partie de sa notoriété à un accident survenu le 14 décembre 2005, lorsque le barrage en remblai formant son réservoir supérieur s'est rompu, provoquant une inondation spectaculaire. Cet accident n'a toutefois fait aucune victime humaine. À la suite de cet évènement, le barrage initial a été supprimé et remplacé par un ouvrage moderne en béton compacté au rouleau (BCR), construit entre 2007 et 2010.  

## Présentation générale
La centrale est située dans les monts Ozarks, à proximité de la montagne Saint-François à environ 90 milles (145 km) au sud de Saint-Louis, près de Lesterville (Missouri), dans le comté de Reynolds. Ce complexe de production d'électricité est exploité par le groupe Ameren Missouri (anciennement AmerenUE, et antérieurement « Union Electric »).

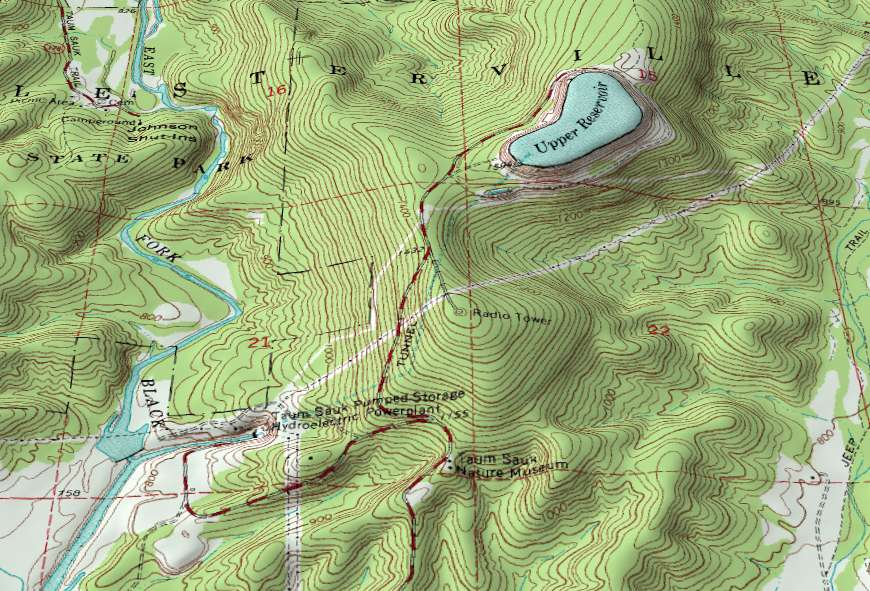
L'eau stockée la nuit dans le réservoir supérieur et utilisée pour produire de l'électricité lors du pic de demande de la journée.

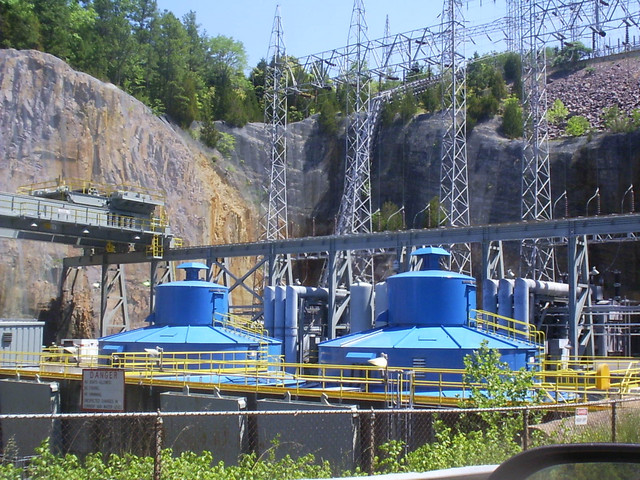
Les deux génératrices peuvent produire jusqu'à 225 MW chacune.

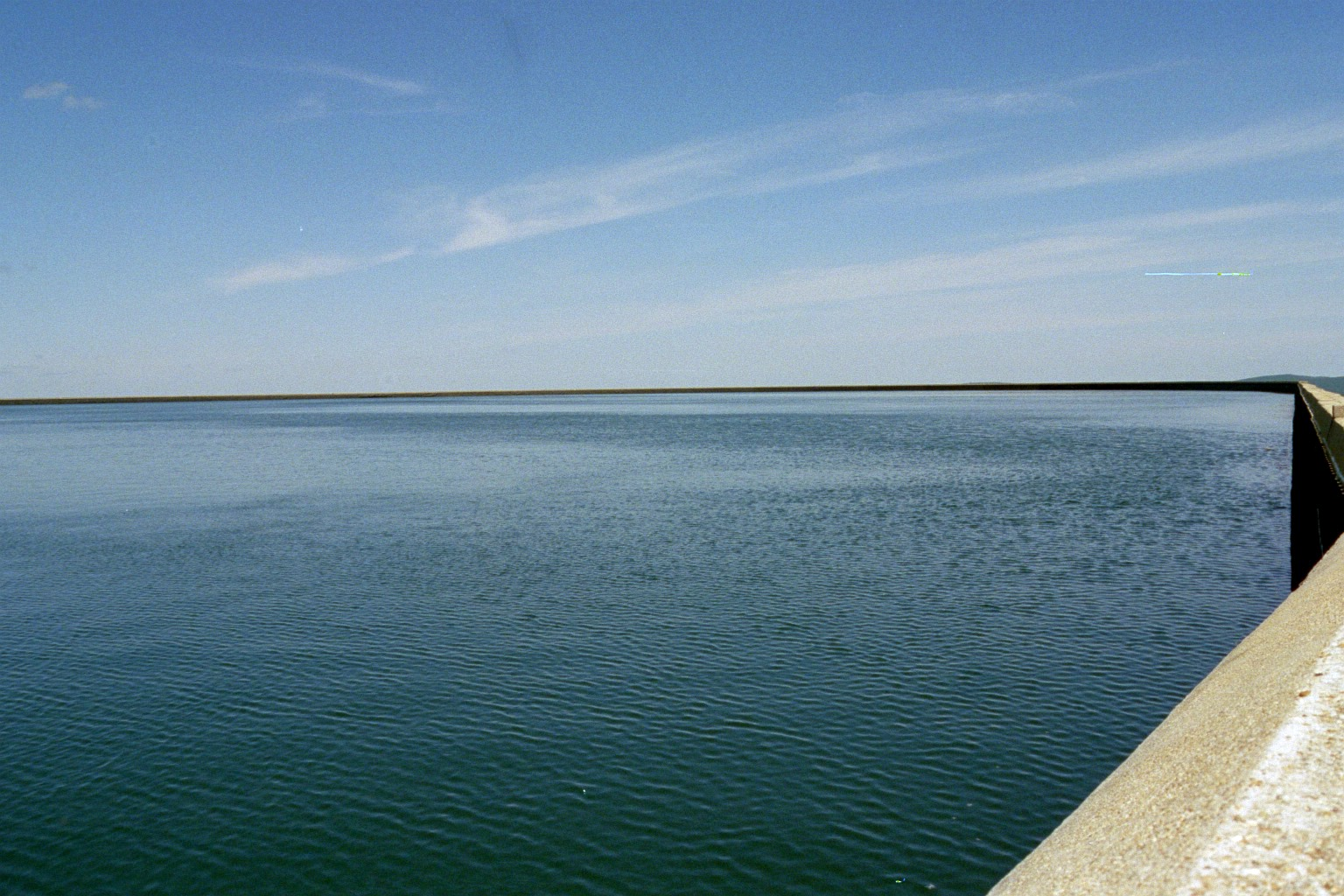
L'ancien réservoir supérieur, rempli presque à ras-bord, vu du parapet.

Cette centrale hydroélectrique à accumulation par pompage a été construite de 1960 à 1962, conçue pour répondre à la demande en électricité aux heures de pointe durant la journée. Elle est entrée en fonction en 1963. Les générateurs électriques sont alimentés par de l'eau importée d'un grand réservoir (équivalent d'un lac de barrage) construit en hauteur sur la montagne Proffit. 
L'eau est ensuite transférée dans un réservoir inférieur, situé à la fourche est de la Black River. La nuit, l'excédent d'électricité du réseau électrique est utilisé pour pomper de l'eau de bas en haut vers le réservoir situé au sommet de la montagne. 
La centrale de Taum Sauk utilise la même eau en « boucle ouverte », mais contrairement à ce qui est le cas sur d'autres sites de stockage pompés, il n'y a pas de flux primaire naturel disponible pour alimenter le réservoir supérieur. L'installation est donc globalement un consommateur net d'électricité, ne servant qu'à lisser les pics ou creux la production quotidienne ; les lois de la thermodynamique impliquent en effet que plus de puissance est nécessaire pour pomper l'eau de bas en haut, que celle générée lors de la descente. Toutefois, l'exploitation de la centrale reste économiquement rentable, car le réservoir supérieur est rempli la nuit, quand l'électricité est moins chère. Cette capacité à stocker d’énormes quantités d’énergie a conduit son opérateur à qualifier Taum Sauk comme étant « la plus grande batterie disponible au monde ».
Le 14 décembre 2005, une défaillance catastrophique du barrage du réservoir supérieur a mis la centrale hors service pour 5 ans (la centrale a été recertifiée et rouverte le 21 avril 2010). Le nouveau barrage-réservoir supérieur est le plus grand barrage en béton compacté au rouleau en Amérique du Nord. 
Le réservoir supérieur peut contenir environ 5,7 millions de mètres cubes d'eau douce (1,5 milliard de gallons américains) stockés derrière un mur haut de près de 30 m (100 pieds), à 230 m au-dessus de la centrale hydroélectrique de 450 MW, ce qui lui confère une plus grande charge hydraulique que celle du barrage Hoover. La conduite reliant les deux réservoir a été directement forée dans la montagne sur 2,1 km.
Le réservoir supérieur de Taum Sauk se trouve au sommet de la montagne Proffit, et non à celui de la montagne Taum Sauk (qui est à environ 8 km plus à l'est). Il est visible depuis la route 21 au nord de Centerville et depuis la route N en approchant du parc national Johnson's Shut-Ins par le sud. 
Avant la défaillance du réservoir supérieur, les visiteurs pouvaient se rendre au sommet de la montagne Proffit à un poste d'observation au-dessus du réservoir. Ameren Missouri exploitait à cet endroit un musée sur l'histoire géologique et naturelle du Missouri. Les étudiants en géologie se sont fréquemment rendus à la centrale en raison d'un exemple frappant de discordance précambrienne/cambrienne mise à jour dans les couches rocheuses exposées lors de la construction de la centrale.

## Histoire

### Choix du site
En 1953, la Union Electric Company a commencé à rechercher un site où construire une nouvelle installation de stockage- pompage. En 1958, les responsables de la compagnie avaient décidé de se concentrer sur des sites avec au moins 91 m de dénivelé vertical, pour utiliser un réservoir de stockage assez petit.
L'entreprise de génie civil Sverdrup-Parcel & Associates (en) avait l’intention de recommander Taum Sauk Mountain comme site, en partie parce qu’il s’agissait du point le plus élevé du Missouri à 534 m (1 752 pieds), mais le projet a alors suscité une forte opposition politique et citoyenne en raison de son potentiel impact paysager (ce secteur a ensuite été intégré à un parc national). La montagne Proffit, située non loin de là, s'est avérée être une bonne alternative, par son altitude comparable de 520 m (soit le 6ème plus haut sommet du Missouri) et sa proximité de la fourche est de la Black River ainsi que du réseau de transport d'électricité existant, situé à  43 km.

### Construction
La construction de la centrale de Taum Sauk a commencé en 1960 sous la responsabilité de Fruin-Colnon Construction, et de l'Utah Construction and Mining Company (en). La centrale est entrée en service en 1963 avec deux groupes pompe-turbine réversibles pouvant générer chacun 175 MW. La Federal Power Commission (prédécesseur de la Federal Energy Regulatory Commission) n’avait pas eu à délivrer de licence à ce dernier, car Union Electric affirmait que la FPC n’avait pas compétence sur les eaux non-navigables où la centrale avait été construite. Un procès a opposé FPC à Union Elec. (Co., 381 US 90 ; 1965) et la Cour suprême des États-Unis a estimé que le FPC était compétent et que Taum Sauk avait besoin d'une licence FPC. Le projet ayant été jugé correctement conçu bien que construit sans supervision fédérale, il a rétroactivement reçu une licence,.
À son achèvement, la centrale de Taum Sauk était de loin le plus grand entrepôt à stockage par pompage en Amérique du Nord et considérée comme une étape importante du développement de la technique de stockage par pompage. Ses turbines-pompes étaient alors les plus grandes jamais construites. Entre autres caractéristiques remarquables, on nota sa charge hydraulique exceptionnellement élevée (établissant le record aux États-Unis pour l’époque, dépassant de loin tous les précédents projets de stockage-repompage du pays), sa grande capacité de stockage ( « première des grandes stations de stockage-repompage de grande capacité à être opérationnelle aux États-Unis » ), une capacité de démarrage immédiate, la possibilité d'être exploitée à distance (fonctionnalité unique en son temps) par des opérateurs humains situés à 90 à 120 miles de distance (depuis Saint-Louis ou la centrale électrique d'Osage située sur le barrage de Bagnell), ou même de fonctionner entièrement automatiquement, sans intervention humaine. Taum Sauk a également été la première centrale fonctionnant exclusivement sur le stockage-repompage aux États-Unis.

### Mises à niveau
En juillet 1972, les groupes motopompes-turbines ont été améliorés, passant de 175 MW à 204 MW chacun, ce qui porte la puissance globale de la centrale de 350 à 408 MW,.
De 1998 à 1999, les turbines des deux groupes ont été modernisées, ce qui a encore permis d’améliorer les débits et d’augmenter la puissance à 225 MW par unité (450 MW au total),.
Des fuites mineures dans le réservoir ont conduit à la construction d'un petit bassin de collecte et d'une station de pompage renvoyant l'eau des fuites dans le réservoir. Ensuite, pour réduire les fuites, une entreprise spécialisée (Geo-Synthetics) a posé une couche de revêtement protecteur dans le réservoir lui-même, du 13 septembre au 15 novembre 2004.
En octobre 2005, quelques mois avant la défaillance du réservoir supérieur, la centrale a été classée dans la liste IEEE Milestone. Le site a été reclassé en 2010 après l'achèvement du nouveau barrage réservoir supérieur.

### Défaillance du réservoir supérieur en 2005

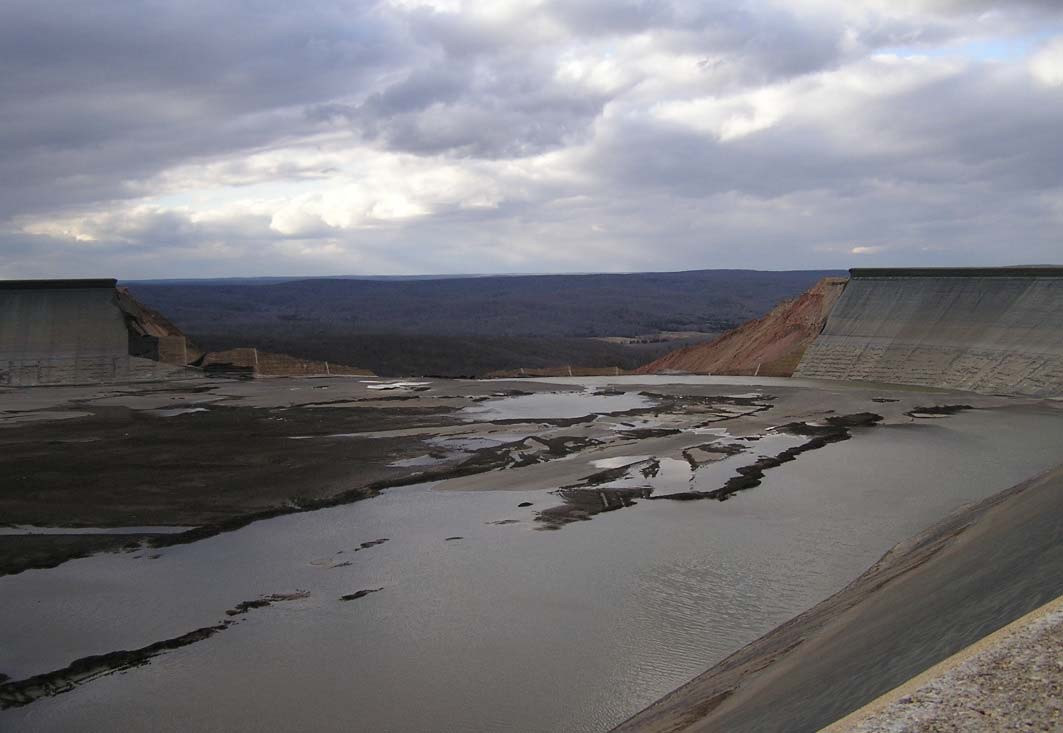
En 2005, une grande partie du réservoir supérieur s'est effondrée, drainant plus d'un milliard de gallons américains (3,8 gigalitres) d'eau en moins d'une demi-heure.

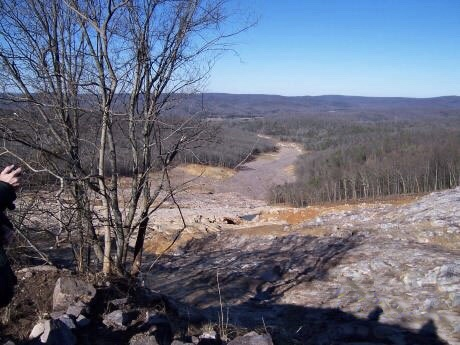
Une large bande de forêt dense a été emportée, jusqu'à la mise au jour de la roche-mère sous-jacente par le torrent d'eau. Source: FERC

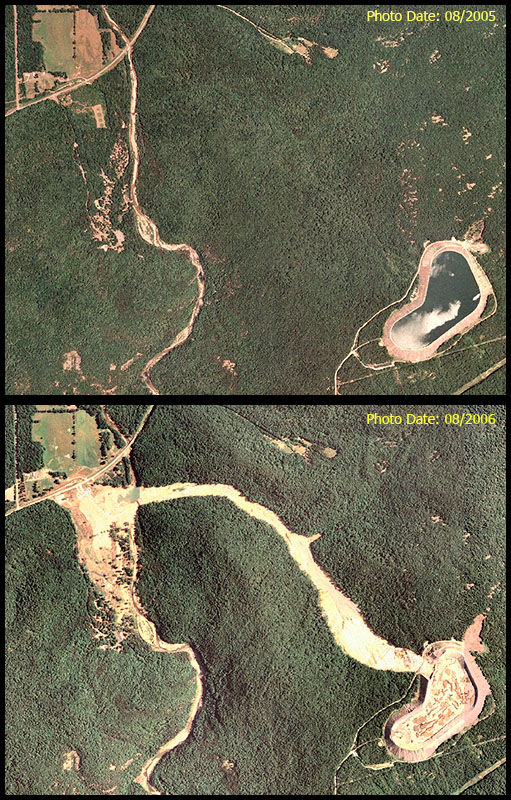
Des photos aériennes montrent le réservoir supérieur avant (en haut) et après (en bas) sa défaillance.

Le 14 décembre 2005 à 5 h 12, le niveau d'eau dépasse le côté nord-ouest du réservoir supérieur, de l’eau continuant à être pompée du réservoir inférieur après que le réservoir supérieur ait été rempli.
Ceci a conduit à la défaillance catastrophique d’une section triangulaire de la paroi du réservoir et à la libération de 3,8 GL d'eau en 12 min.
Une vague de 6 m de haut se précipite alors dans la vallée vers la fourche est de la Black River.
Une combinaison de défauts de conception et de construction a fait que le barrage continuait à être exploité alors que l'on savait que le système principal de mesure du niveau d'eau n'était plus fonctionnel (des tuyaux s'étant détachés), et que le système de mesure secondaire « à sécurité intégrée » avait été déplacé au-dessus de la hauteur réelle du barrage pour éviter les faux positifs. Le barrage fonctionnait ainsi de manière non sûre et était régulièrement surchargé, cette fois jusqu'au débordement,. Il n'y avait aucun déversoir de trop-plein autour du réservoir d'origine.
Ce n'était pas le premier débordement de cette installation ; un mémo écrit par Richard Cooper, surintendant de la centrale hydroélectrique Ameren Taum Sauk, indiquait que le réservoir avait présenté un débordement qualifié de « chutes du  Niagara » le 27 septembre au même endroit (site où la brèche s'est créé) en raison de l'action des vagues induites par l'ouragan Rita.
Un autre mémo de Cooper indiquait que ce dernier avait averti que les indicateurs utilisés pour surveiller le niveau d'eau dans le réservoir fonctionnaient mal en octobre.

#### Dégâts humains et matériels
Par chance, personne n'a été tué lors de l'accident. Seul Jerry Toops (directeur des parcs de Johnson et du parc de Taum Sauk), son épouse et ses trois enfants ont été touchés par le flot issu de l'effondrement de la digue. Ils ont été blessés mais ont survécu. Les enfants ayant été transportés dans un hôpital de Saint-Louis ; l'un d'entre eux a été soigné pour des brûlures graves causées par des compresses chauffantes appliquées par des secouristes pour le traitement de l'hypothermie.
Le barrage du réservoir inférieur était conçu pour contenir une grande partie de la capacité du réservoir supérieur, et il a résisté à l’inondation. En stockant l'essentiel du déluge d'eau, il a épargné les villes situées en aval, notamment Lesterville et Centerville. Un ordre d'évacuation volontaire avait été émis pour ces zones, qui ont finalement été épargnées des dégâts. Les hautes eaux ont été stoppées au lac Clearwater (en), dont le barrage a résisté.

#### Contentieux et enquêtes
La Federal Energy Regulatory Commission (FERC) a condamné Ameren à une amende de 15 millions de dollars aux termes d'un règlement relatif à l'infraction commise à Taum Sauk. 10 millions d'amendes pénales et 5 millions destinés à « des améliorations apportées au projet Taum Sauk ou à sa proximité ». L’amende de 15 millions de dollars était la plus importante amende de l’histoire de la FERC, 30 fois plus élevée que celle de 500 000 $, l’ancien record.
L'État du Missouri a aussi poursuivi Ameren en lui réclamant des dommages-intérêts, alléguant qu'Ameren avait été imprudente dans l'exploitation de la centrale,.
La patrouille autoroutière du Missouri a remis au procureur général du Missouri en juin 2007 un rapport d'enquête « qui n'a pas nommé de suspect » et le procureur général a déclaré qu'il n'y aurait aucune accusation pénale. Selon des informations parues dans la presse, Ameren n'aurait pas fourni l'identité de la personne qui aurait déplacé les jauges destinées à empêcher les dépassements, mais qui aurait aussi remis les jauges en place avant le passage des enquêteurs.
La radio KMOX de Saint-Louis a annoncé que l'US Environmental Protection Agency (en) assistée par le bureau du procureur américain avait ouvert une enquête sur les violations du Clean Water Act et avait demandé le rapport de la Highway Patrol.

La Commission du service public a rouvert son enquête (sur la base du rapport de la patrouille routière) et a ensuite conclu que l'accident était un échec de la direction d'Ameren, déclarant : 
 ... la Commission ne peut que conclure que la perte de la centrale de Taum Sauk était due à une imprudence de la part d'UE (filiale d'Ameren AmerenUE). UE était bien consciente des résultats catastrophiques susceptibles de se produire si l'UR (Upper Reservoir) était dépassé par un pompage excessif. UE savait ou aurait dû savoir que stocker de l'eau contre le mur de parapet d'un barrage en enrochement était « sans précédent ». UE savait ou aurait dû savoir que le fait de fonctionner avec un franc-bord de seulement un ou deux pieds ne laissait aucune marge d'erreur et nécessitait un contrôle particulièrement précis du niveau d'eau de l'UR. Compte tenu de ces circonstances, la décision de l'UE de poursuivre l'exploitation de Taum Sauk après la découverte de la défaillance du système d'ancrage de la tuyauterie de jauge et du manque de fiabilité des piézomètres sur lequel le système de contrôle était basé est franchement au-delà de l'imprudence – elle est inconsciente. UE savait également ou aurait dû savoir que les sondes Warrick supérieures avaient été replacées au-dessus du point le plus bas au sommet de l'UR. (Rapport PSC page 71, définitions des acronymes ajoutées) 
 Ameren disposait d'un délai de 90 jours à compter de la date du rapport pour informer la commission de la manière dont elle compte respecter les recommandations du rapport, notamment une règle de dénonciation, une modification de la structure de gestion de la sécurité, la comptabilité financière pour la reconstruction du réservoir supérieur et un point unique de gestion pour la reconstruction,.
Fin 2011, Ameren aurait versé près de 200 millions de dollars au total à la suite de l'accident de 2005,.

### Reconstruction
Les autorités fédérales de réglementation ont approuvé le plan de reconstruction du réservoir proposé par Ameren.
Les travaux de démolition et reconstruction démarrent fin 2007. Contrairement à l'original, la structure reconstruite est entièrement faite de béton compacté au rouleau. Outre une meilleure instrumentation de détection de remplissage, il comprend un déversoir conçu pour gérer un débordement égal à la capacité maximale des unités de pompage et un système vidéo pour surveiller le niveau d'eau. Le coût de la reconstruction du réservoir (estimé à 490 millions de dollars) a été partiellement couvert par l'assurance. Il était interdit au service public de facturer aux clients le remboursement de tous les coûts de l'accident. [réf. nécessaire]
Le 27 février 2010, l'eau a pu à nouveau être pompée dans le nouveau réservoir, des ingénieurs surveillant la réponse de la nouvelle construction en y faisant monter et baisser le niveau de l'eau à plusieurs reprises.
L'approbation finale requise de la FERC pour le « retour à des opérations de projet normales » a été reçue le 1er avril 2010.
Le service public a satisfait aux critères d'exploitation en service de la commission du service public du Missouri le 15 avril et l'installation a produit à nouveau de l'électricité le 21 avril 2010. Le nouveau barrage a été récompensé par la United States Society on Dams (en) avec son « Prix d'excellence dans le projet construit ». Le 27 septembre 2010, l'IEEE a redéfini la centrale en tant qu'IEEE milestone.

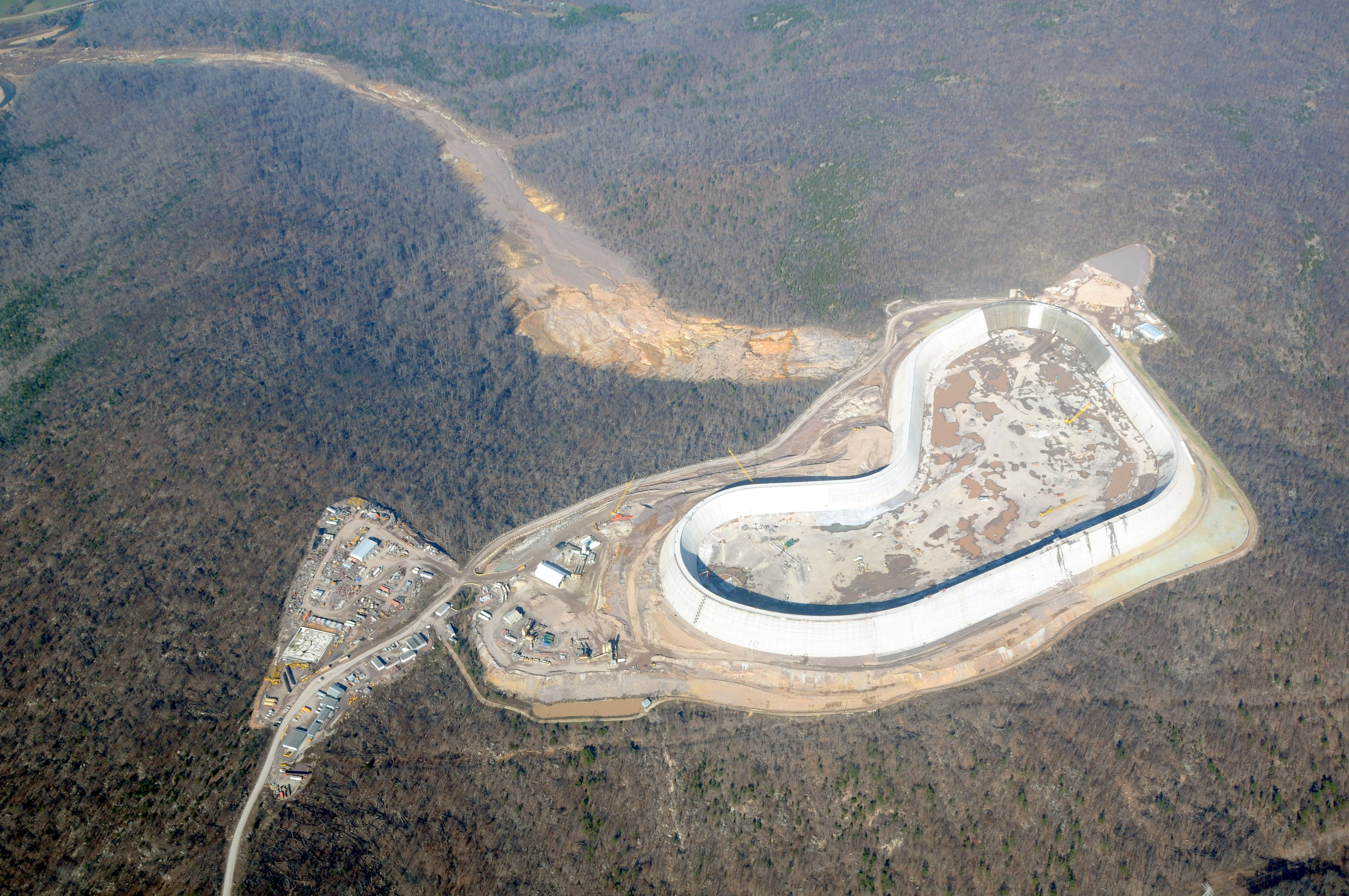
Une photo aérienne montre les progrès de la reconstruction (ici fin novembre 2009).
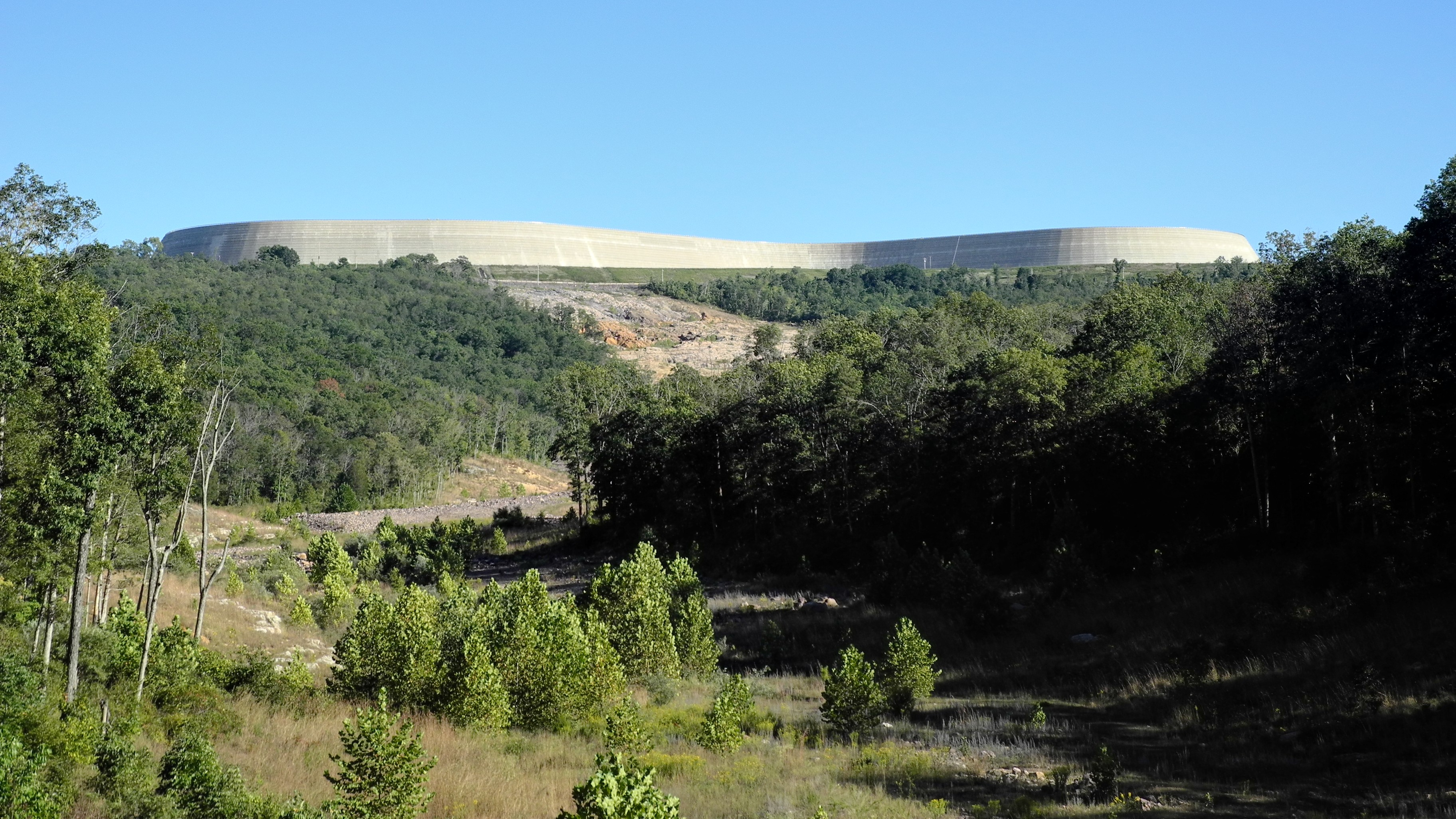
Le réservoir de remplacement achevé, vu à partir de l'affouillement créé par l'effondrement de l'original.